# Les Zombies qui ont mangé le monde
Les Zombies qui ont mangé le monde est une série de bande dessinée d'humour, d'horreur et de science-fiction, publiée aux éditions Les Humanoïdes Associés.
La série est parue en 4 tomes de 2004 a 2008.

## Auteurs
- Scénario : Jerry Frissen
- Dessin : Guy Davis
- Couleurs : Charlie Kirchoff

## Synopsis

### Tome 1: Une odeur épouvantable
Los Angeles, 2064, le monde est sens dessus dessous, les morts ne meurent plus tout à fait, et les zombis ont envahi le monde. Les cadavres ressuscitent, et le gouvernement est obligé de faire des lois obligeant les vivants à cohabiter avec les morts. Ce qui n'est pas sans causer parfois quelques soucis.
Mais Karl Neard et sa sœur Maggie ont de l'imagination, et ils ont l'idée de proposer leurs services pour se débarrasser des morts un peu trop encombrants, afin qu'ils ne ressuscitent plus du tout.

### Tome 2: Esclaves de l’amour
Le monde a changé, les morts sortent des tombes, les cadavres ressuscitent. Karl Neard et sa sœur Maggie vont trouver dans cet état de fait l’occasion de mettre à profit leur imagination en proposant des petits boulots bien utiles, comme trouver une solution définitive pour se débarrasser d’un parent anciennement décédé mais devenu très encombrant ou encore partir en chasse de stars défuntes pour de riches collectionneurs

### Tome 3: Popypop ne répond plus
Alors que Karl, Maggie et Freddy Merckx se mettent en tête de rechercher Popypop, disparu depuis le premier tome, ils vont devoir faire face au mal absolu : George W. Bush qui fait un retour très remarqué sur la scène politique. Par mégarde, ils ont un accident de voiture avec Jésus, revenu lui aussi dans cet univers décadent qu’est devenu Los Angeles en 2064.

### Tome 4: La guerre des papes
En fuite depuis qu’ils ont accidentellement tué Jésus, Freddy Merckx, Maggie Neard et Karl se cachent derrière des cheveux blonds et une moustache. Freddy est devenu exterminateur de termites, un métier dans lequel il n’excelle pas et pendant ce temps, deux papes reviennent à la vie et revendiquent tous les deux leur trône de pape.

## Publication

### Tomes
1. Une odeur épouvantable, Les Humanoïdes Associés, 2004  (ISBN 2-7316-6344-8)
2. Esclaves de l'amour, Les Humanoïdes Associés, 2005  (ISBN 2-7316-1636-9)
3. Popypop ne répond plus, Les Humanoïdes Associés, 2006  (ISBN 2-7316-1774-8)
4. La Guerre des papes, Les Humanoïdes Associés, 2008  (ISBN 9-782-7316-1903-4)

### Périodiques
- Métal hurlant n°141-145 (2003-2004) : Les Zombies qui ont mangé le monde, chapitres 1 à 4 et 6